# Chris Cord
Christopher Stephen „Chris“ Cord (* 15. Juli 1940 in Ketchum) ist ein ehemaliger US-amerikanischer Autorennfahrer.

## Karriere im Motorsport
Der Großvater von Chris Cord war Errett Lobban Cord, der Gründer der Cord Corporation. Zu den mehr als 150 Unternehmen des Konzerns gehörten auch die Automobilbauer Auburn, Cord, Duesenberg und Lexington. 
Cord war zwischen 1975 und 1993 im US-amerikanischen GT- und Sportwagensport aktiv. Bei 122 Rennstarts feierte er sieben Gesamt- und fünf Klassensiege. Zum ersten Mal siegreich blieb er beim 1:30-Stunden-Rennen von Miami 1984, einem Rennen der IMSA-GTP-Serie dieses Jahres. Sein letzter Gesamtsieg war der Erfolg beim 500-km-Rennen von Watkins Glen 1988. Partner im Toyota Celica Turbo war Dennis Aase. 
1987 gewann er die Gesamtwertung der GTU-Klasse der IMSA-GTP-Serie und wurde 1991 Gesamtdritter beim 24-Stunden-Rennen von Daytona. Chris Card war viele Jahre Teammitglied bei All American Racers, der Rennmannschaft von Dan Gurney und kam 1978 für seinen einzigen Einsatz nach Le Mans. Er fuhr einen Porsche 935/77 von Kremer Racing gemeinsam mit Jim Busby und Rick Knoop an die sechste Stelle der Gesamtwertung und zum Klassensieg.

## Statistik

### Le-Mans-Ergebnisse
| Jahr | Team                  | Fahrzeug       | Teamkollege | Teamkollege | Platzierung            | Ausfallgrund |
| ---- | --------------------- | -------------- | ----------- | ----------- | ---------------------- | ------------ |
| 1978 | Porsche Kremer Racing | Porsche 935/77 | Jim Busby   | Rick Knoop  | Rang 6 und Klassensieg |              |

### Sebring-Ergebnisse
| Jahr | Team                | Fahrzeug            | Teamkollege           | Teamkollege   | Platzierung | Ausfallgrund    |
| ---- | ------------------- | ------------------- | --------------------- | ------------- | ----------- | --------------- |
| 1981 | Chris Cord Racing   | Chevrolet Monza     | Jim Adams             |               | Ausfall     | Defekt          |
| 1986 | All American Racers | Toyota Celica Turbo | Dennis Aase           |               | Ausfall     | Getriebeschaden |
| 1987 | All-American Racers | Toyota Celica Turbo | Juan Manuel Fangio II |               | Rang 9      |                 |
| 1988 | All American Racers | Toyota Celica Turbo | Dennis Aase           |               | Ausfall     | Motorschaden    |
| 1989 | All American Racers | Toyota 88C          | Steve Bren            | Drake Olson   | Ausfall     | Motorschaden    |
| 1991 | Hotchkis Racing     | Spice SE90P         | Jim Adams             | John Hotchkis | Rang 9      |                 |

### Einzelergebnisse in der Sportwagen-Weltmeisterschaft
| Saison | Team                      | Rennwagen                   | 1   | 2   | 3   | 4   | 5   | 6   | 7   | 8   | 9   | 10  | 11  | 12  | 13  | 14  | 15  | 16  | 17  |
| ------ | ------------------------- | --------------------------- | --- | --- | --- | --- | --- | --- | --- | --- | --- | --- | --- | --- | --- | --- | --- | --- | --- |
| 1977   | Cord Racing               | Chevrolet Monza             | DAY | MUG | DIJ | MON | SIL | NÜR | VAL | PER | WAT | EST | LEC | MOS | IMO | SAL | BRH | HOK | VAL |
| 1977   | Cord Racing               | Chevrolet Monza             |     |     |     |     |     |     |     |     | 19  |     |     |     |     |     |     |     |     |
| 1978   | Cord Racing Kremer Racing | Chevrolet Monza Porsche 935 | DAY | SEB | MUG | TAL | DIJ | SIL | NÜR | LEM | MIS | DAY | WAT | VAL | ROD |     |     |     |     |
| 1978   | Cord Racing Kremer Racing | Chevrolet Monza Porsche 935 | 46  |     |     |     |     |     |     | 6   |     |     | 5   |     |     |     |     |     |     |
| 1979   | Brant Doell Cord Racing   | AMC Spirit Chevrolet Monza  | DAY | SEB | MUG | TAL | DIJ | RIV | SIL | NÜR | LEM | PER | DAY | WAT | SPA | BRH | ROA | VAL | ELS |
| 1979   | Brant Doell Cord Racing   | AMC Spirit Chevrolet Monza  |     |     |     | DNF |     | DNF |     |     |     |     |     | DNF |     |     |     |     |     |
| 1980   | Cord Racing               | Chevrolet Monza             | DAY | BRH | SEB | MUG | MON | RIV | SIL | NÜR | LEM | DAY | WAT | SPA | MOS | ROA | VAL | DIJ |     |
| 1980   | Cord Racing               | Chevrolet Monza             | 50  |     |     |     |     | DNF |     |     |     |     | DNF |     |     | DNF |     |     |     |
| 1981   | Cord Racing               | Chevrolet Monza Lola T600   | DAY | SEB | MUG | MON | RIV | SIL | NÜR | LEM | PER | DAY | WAT | SPA | MOS | ROA | BRH |     |     |
| 1981   | Cord Racing               | Chevrolet Monza Lola T600   | DNF | DNF |     |     | 9   |     |     |     |     |     |     |     | DNF | 3   |     |     |     |